# 中华杓蛤
中华杓蛤（学名：Cuspidaria chinensis）是笋螂目杓蛤科杓蛤属的一种。主要分布于中国大陆、台湾，常栖息在水深173米软泥底。